# Jean de La Bruyère
Jean de La Bruyère   (París, 16 d'agost de 1645 - Versalles, 10 de maig de 1696) va ser un escriptor i moralista francès.
La Bruyère es va fer cèlebre amb una sola obra: Les Caràcters ou els Moeurs de ce siècle (1688), composta per un conjunt de peces literàries breus que recullen les seves observacions sobre els costums del segle a la cort de Lluís XIV i a París. El llibre, presentat com una adaptació de Els Caràcters de Teofrast, recull una sèrie de retrats de personatges caricaturitzats, amb un to moralista.
La Bruyère va ser un dels primers escriptors en crear de forma intencionada un estil literari propi, desenvolupant una frase rimada en la qual els efectes de ruptura són preponderants. Aquest estil, convida a la lectura del text en veu alta, atorgant a aquesta activitat un estatus de judici moral. Molts escriptors van seguir el camí estilístic iniciat per La Bruyère: Marivaux, Balzac o Proust.